# Oulu Zone
Die Oulu Zone ist eine Motorsportanlage im Großraum der finnischen Stadt Oulu in der Region Nordösterbotten. Sie befindet sich etwa 32 km nordöstlich des Stadtzentrums zwischen den Dörfern Hannuspära und Arkala Die 2015 erbaute Strecke ist die nördlichste Motorsportanlage Finnlands.

## Streckenbeschreibung
Hauptstrecke des Parks ist eine 1320 m lange asphaltierte Rennstrecke, die mittels zweier geschotterter Abschnitte auch als 1270 m lange Rallycrosspiste konfiguriert werden kann. Westlich der Rennstrecke erstreckt sich eine 1730 m lange Motocrossstrecke, die unter winterlichen Bedingungen auch als Schneemobilstrecke hergerichtet werden kann. Nördlich der Rennstrecke wurde eine Kartbahn angelegt die in ihrer längsten Streckenvariante eine Länge von 1345 m aufweist.
Es existieren Pläne, die Rennstrecke auf eine Länge von 3,4 km zu erweitern.

## Veranstaltungen
Auf der Rennstrecke finden Drift- und Rallycrossveranstaltungen der jeweiligen finnischen Meisterschaften statt. Außerdem ist die Strecke Austragungsort der in der skandinavischen Motorsportszene sehr beliebten Folkracerennen, die auf Finnisch jokamiehenluokka (informell jokkis) heißen.
Die Kartbahn ist die Heimstrecke des seit den 1960er Jahren bestehenden Oulun Formula Clubs, der dort Läufe zum North Karting Cup ausrichtet.

## Sonstiges
In Zusammenarbeit mit Nokia wird die Anlage als Entwicklungsgelände seit 2024 mit 5G- und 6G-Netzwerken ausgestattet um z. B. autonome LKW und Baumaschinen dort unter winterlichen Bedingungen testen zu können.